# Symfonische klankfiguren
Symfonische klinkfiguren is een compositie van Henk Badings voor groot symfonieorkest. Het wordt tevens aangeduid als zijn Symfonie nr. 12.
Symfonische klankfiguren is een compositie is opgedragen aan het Residentie Orkest en haar toenmalige chef-dirigent Willem van Otterloo. Opdrachtgever en sponsor was de Johan Wagenaarstichting, aangelegenheid het 60-jarig jubileum van het orkest. De première werd gegeven in het Kurhaus te Scheveningen.
Henk Badings heeft altijd zijn eigen weg gevolgd binnen de klassieke muziek van de 20e eeuw. Hij componeerde een werk dat zonder meer de titel symfonisch (letterlijk samenklinken), maar geen opbouw kent als een dergelijk werk. Symfonie nr. 12 bestaat uit slechts één deel. Er is weliswaar een aantal secties (meer dan negen, aldus de componist) te herkennen, doch het werk wordt op een enkele generale rust continu gespeeld. Duidelijke overgangen naar een andere sectie zijn er niet. De secties zijn verdeeld over een vijftal tempo-aanduidingen: Lento – Tempo misto en Allegro moderato – Adagio – Andante – Maestoso en piu mosso.
De symfonie begint donker en mysterieus. Boven een onscherp klinkende achtergrond moeten met name harp en vibrafoon hun weg vinden, af en toe is er een sprankje helderheid veroorzaakt door de celesta; het is een lichtpuntje is de duisternis. Het mystieke wordt langzaam naar de achtergrond gedrongen door de pauken, die met triolen voor duidelijkheid zorgen. Rustig wordt het niet.
Zeker niet als de tweede episode, zoals Badings zelf aangeeft, begint met nerveuze houtblazers en celesta, die zich in een onderlinge strijd bevinden. De nervositeit neemt langzaam af als steeds meer lagere stemmen zich in de strijd mengen. Als het even stil is, hoort men in de verte (achtergrond) de strijkerssectie, doch hun muziek is vaag van klank en inhoud.
De derde sectie is gewelddadig, het mondt uit in een soort mars, waarbij men tutti een zich herhalend scherp akkoord speelt. Giacinto Scelsi en Dmitri Sjostakovitsj hebben al bewezen, dat een dergelijke compositietechniek de spanning enorm verhoogt. Het tuttifragment komt even later in de latere stemmen terug, maar is daar veel rustiger.
Sectie vier bevat een solo voor hoorn, harp en kleine trom. De hoorn zet door naar de vijfde sectie, dan op de huid gezeten door de celli in contrapunt. De melodie van de hoorn is later terug te vinden in de klarinetpartijen.
De compositie komt op stoom bij sectie zes. Vanaf begin tot eind kent deze symfonie een crescendo met af en toe een piek in de dynamiek. In deze sectie komen voor het eerst de trompetten en even later de trombones op de voorgrond, de rest van het orkest speelt weer diezelfde vage achtergrond, een mêlee van klanken. De trompetten en trombones geven de muziek een zekere statigheid, een beetje vergelijkbaar met muziek van Alan Hovhaness.
Een teruggang naar rustiger vaarwater is sectie zeven, met een hobo tegenover celli; herhaling van dat thema wordt verzorgd door diverse stemmen waaronder dwarsfluit en wederom trompet. Het vindt haar eind in een fluitsolo, begeleid door een vage percussiepartij.
Badings keert terug naar een klassieke muziektechniek in sectie acht. Een fuga wordt door de fagotten ingezet, daarna volgen de stemmen elkaar steeds sneller op.
De negende sectie vormt de apotheose van de symfonie, het hele orkest verzamelt zich om naar het eind van het werk te streven. De muziek wordt overheerst door een soort fanfare van de trompetten die duidelijk aanwezig zijn. In de slottoon eenmaal bereikt, dan zet een sterk decrescendo in waardoor in relatief korte tijd een stilte zich meester maakt van de muziek.
In deze symfonische klankfiguren experimenteerde Badings verder. Twintigste-eeuwse technieken zoals aleatoriek (deels vrij spel) worden afgewisseld door klassieke methodes als contrapunt en fuga.

## Orkestratie
- piccolo; 3 dwarsfluiten; 2 hobo's; Engelse hoorn; 3 klarinetten; basklarinet; 2 fagotten; contrafagot;
- 4 hoorns; 3 trompetten 3 trombones; tuba;
- pauken, 3x percussie, celesta, harp en piano;
- strijkerssectie.

## Bron en discografie
- Uitgave CPO : Janacek Filharmonisch Orkest Ostrava o.l.v. David Porcelijn; opname 2006
- Instrumentatie van Donemus